# Mr. Tom

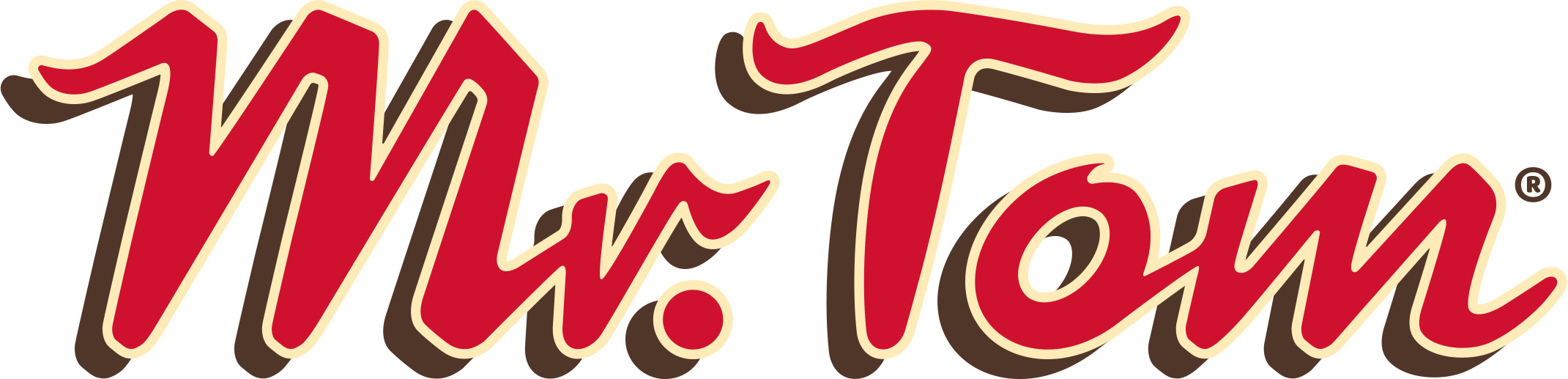
Logo

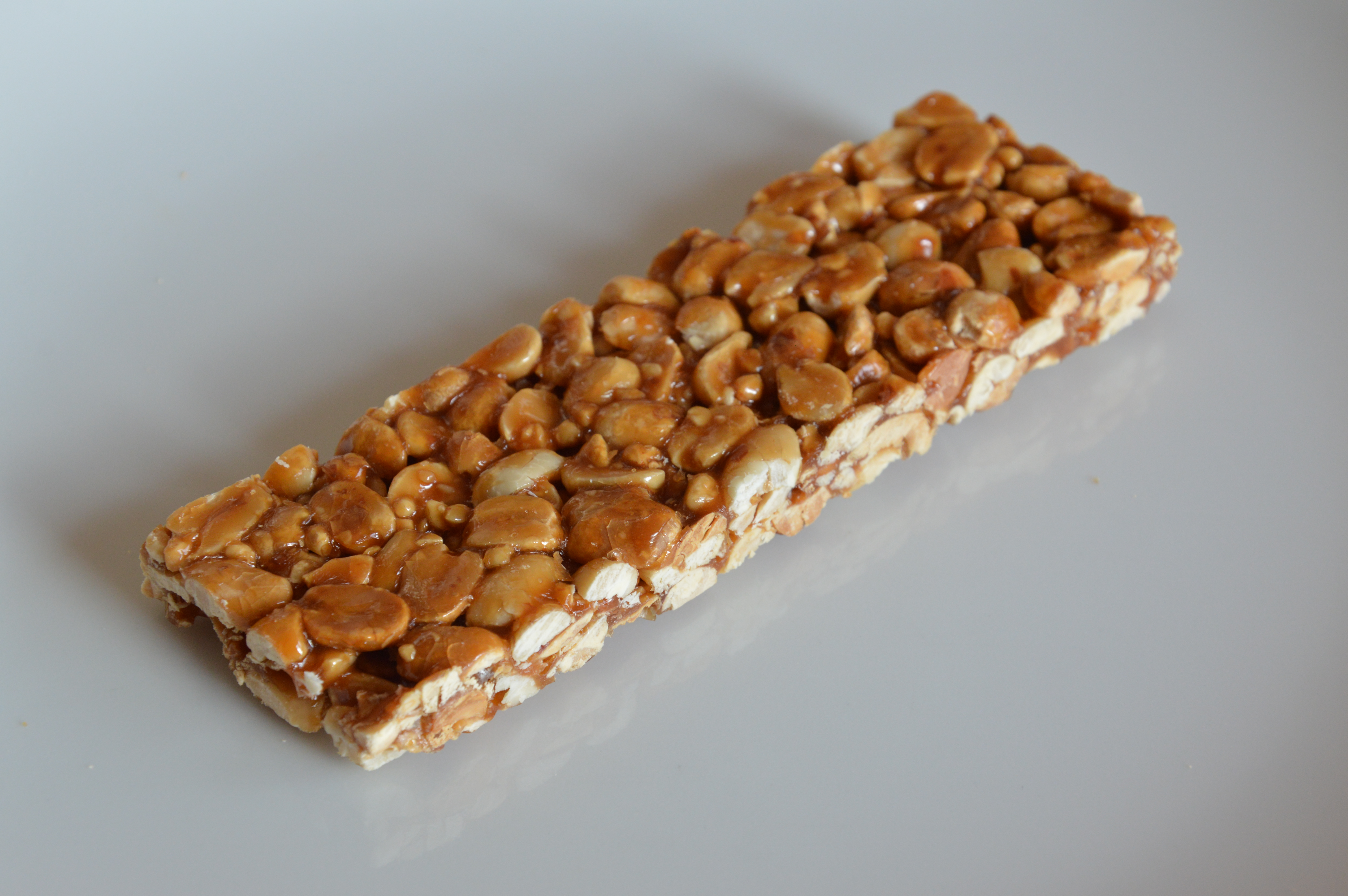
Erdnuss-Karamell-Riegel von Mr. Tom

Mr. Tom (Eigenschreibweise Mr.Tom; bis 1993 Onkel Tom) ist eine 1955 geschaffene Süßwarenmarke der Hosta-Werk für Schokolade-Spezialitäten GmbH & Co. KG. Es handelt sich um einen Riegel aus gerösteten Erdnüssen, die durch eine Mischung aus Glucose- und Karamellzuckersirup zusammengehalten werden.
Der Riegel ist vegan, 40 g schwer und 13 cm lang. Die Packungsgrößen enthalten ein, zwei, drei oder vier Riegel.
Ein weiteres Süßwarenprodukt war die Erdnuss-Schokolade Mr.Jim, wobei neben der Milchschokolade zerkleinerte Mr.Tom-Riegel als Granulat/Füllung verwendet wurden. (Wird aktuell nicht mehr produziert.)
Zutatenliste (Stand 10/2022): Erdnüsse (62 %), Glukosesirup, Zucker, Salz, Karamellzuckersirup, Aroma.